# Juan Daniel Pirán
Juan Daniel Pirán (23 ottobre 1957) è un ex schermidore argentino.

## Biografia
Ha partecipato ai Giochi della XXI Olimpiade di Montréal nel 1976.

## Palmarès
In carriera ha conseguito i seguenti risultati:
- Giochi panamericani:

San Juan 1979: bronzo nella spada a squadre.